# Шахрасти
Шахрасти (бенг. শাহরাস্তি, англ. Shahrasti) — город на востоке Бангладеш, административный центр одноимённого подокруга. Площадь города равна 6,27 км². По данным переписи 2001 года, в городе проживало 24 374 человека, из которых мужчины составляли 49,63 %, женщины — соответственно 50,37 %. Плотность населения равнялась 3887 чел. на 1 км². Уровень грамотности населения составлял 47,3 % (при среднем по Бангладеш показателе 43,1 %). 